# Szlak Królowej Bony
Szlak królowej Bony – pieszy szlak turystyczny, którego trasa rozpoczyna się Tykocinie, dalej biegnie przez Górę, Krypno Kościelne, Knyszyn, Kopisk, Czarną Wieś Kościelną, zbiornik Czapielówkę, Dworzysk, Woronicze, kończąc się w Kopnej Górze. Jest to niebieski szlak o długości 75,5 km, o kodzie PTTK PL-2596-n.
Szlak rozpoczyna się w Tykocinie – starym mazowieckim grodzie z XI wieku. Miasto zachowało swój oryginalny układ przestrzenny – do dzisiaj widoczna jest granica części żydowskiej razem z synagogą z 1642 roku. Do zabytków Tykocina należą:
- pomnik Stefana Czarnieckiego z 1763 roku,
- kościół św. Trójcy z 1749 roku,
- Zamek w Tykocinie
- alumnat z 1638 roku fundacji Krzysztof Wiesiołowski,
- kaplica rodzinna Glogerów

W dalszym etapie szlak prowadzi przez Górę i Krypno. W Krypnie znajduje się kolegiata Narodzenia Najświętszej Maryi Panny wraz z cudownym obrazem Matki Bożej z Dzieciątkiem. Następnie trasa wiedzie do dworu królewskiego w Knyszynie wraz ze stawami hodowlanymi, a dalej – do Knyszyna nad Jaskranką – miasta, do którego powstania przyczynili się królowa Bona Sforza i wojewoda nowogródzki Aleksander Chodkiewicz. W 1568 roku Zygmunt II August nadał Knyszynowi, gdzie miał swoją rezydencję, prawa miejskie. W późniejszym czasie Knyszyn przechodził do rąk Orsettich, Czapskich, Radziwiłłów i Raczyńskich. Do zabytków miasta należą:
- XVI-wieczny układ przestrzenny,
- kościół św. Jana Apostoła i Ewangelisty w Knyszynie z 1601 roku,
- XVII-wieczny drewniany lamus,
- stare cmentarze ewangelicki, prawosławny, katolicki i żydowski,
- położone na północ od miasta jezioro Czechowskie – jeden z pierwszych w Polsce sztucznych zbiorników wodnych z XVI wieku.

Dalej szlak biegnie przez Poniklicę – wieś na skraju Puszczy Knyszyńskiej – Grądy, Mierestki i Kopisk – wieś z 1808 roku. W okolicy ulokowane są następujące zabytki:
- rezerwat przyrody Krzemianka wraz ze skansenem pszczelarskim,
- źródliska i kopalnie krzemienia sprzed 3000 lat.

Kolejny odcinek trasy biegnie przez Karczmisko do Czarnej Wsi Kościelnej – osady z XVIII wieku, położonej na historycznej granicy Korony i Litwy. Czarna Wieś Kościelna położona jest również na tzw. Szlaku Rękodzieła, promującym ośrodki twórczości ludowej (kowalstwo, garncarstwo, łyżkarstwo, tkactwo, rzeźbiarstwo). Do atrakcji wsi należą więc warsztaty garncarski i kowalski. Za Czarną Wsią Kościelną znajduje się zbiornik przeciwpożarowy Czapielówka, utworzony w latach siedemdziesiątych XX wieku, pełniący współcześnie funkcję rekreacyjną. Przy zbiorniku znajduje się plaża, strzeżone kąpielisko, wypożyczalnia sprzętu wodnego oraz punkty gastronomiczne. Nad Czapielówką corocznie w miesiącach letnich odbywają się kolejne edycje Międzynarodowego Festiwalu „Kresowa Przyśpiewka Frywolna".
Ostatni etap na szlaku obejmuje Czarną Białostocką, gdzie znajduje się kościół z oryginalnym wystrojem z poroży koziołków i jeleni. Nieopodal miejscowości Buksztel znajduje się rezerwat przyrody Budzisk, a w okolicy Dworzyska – rezerwat przyrody Międzyrzecze. W Woroniczach ulokowana jest drewniana kuźnia z końca XIX wieku. Trasa kończy się w Kopnej Górze nad Sokołodą, gdzie można zwiedzić założony w 1988 roku Ogród Dendrologiczny im. Powstańców z 1863, prezentujący ok. 450 gatunków lokalnych i obcych roślin (np., cypryśnik błotny, miłorząb dwuklapowy czy metasekwoje).